# Pressy
Pressy ist eine französische Gemeinde mit 299 Einwohnern (Stand 1. Januar 2022) im Arrondissement Arras des Départements Pas-de-Calais. Sie liegt im Kanton Saint-Pol-sur-Ternoise und ist Mitglied des Kommunalverbandes Ternois.
| Sachin           |         | Pernes |
| Sains-lès-Pernes | Kompass |        |
| Tangry           | Bours   | Marest |

## Sehenswürdigkeiten

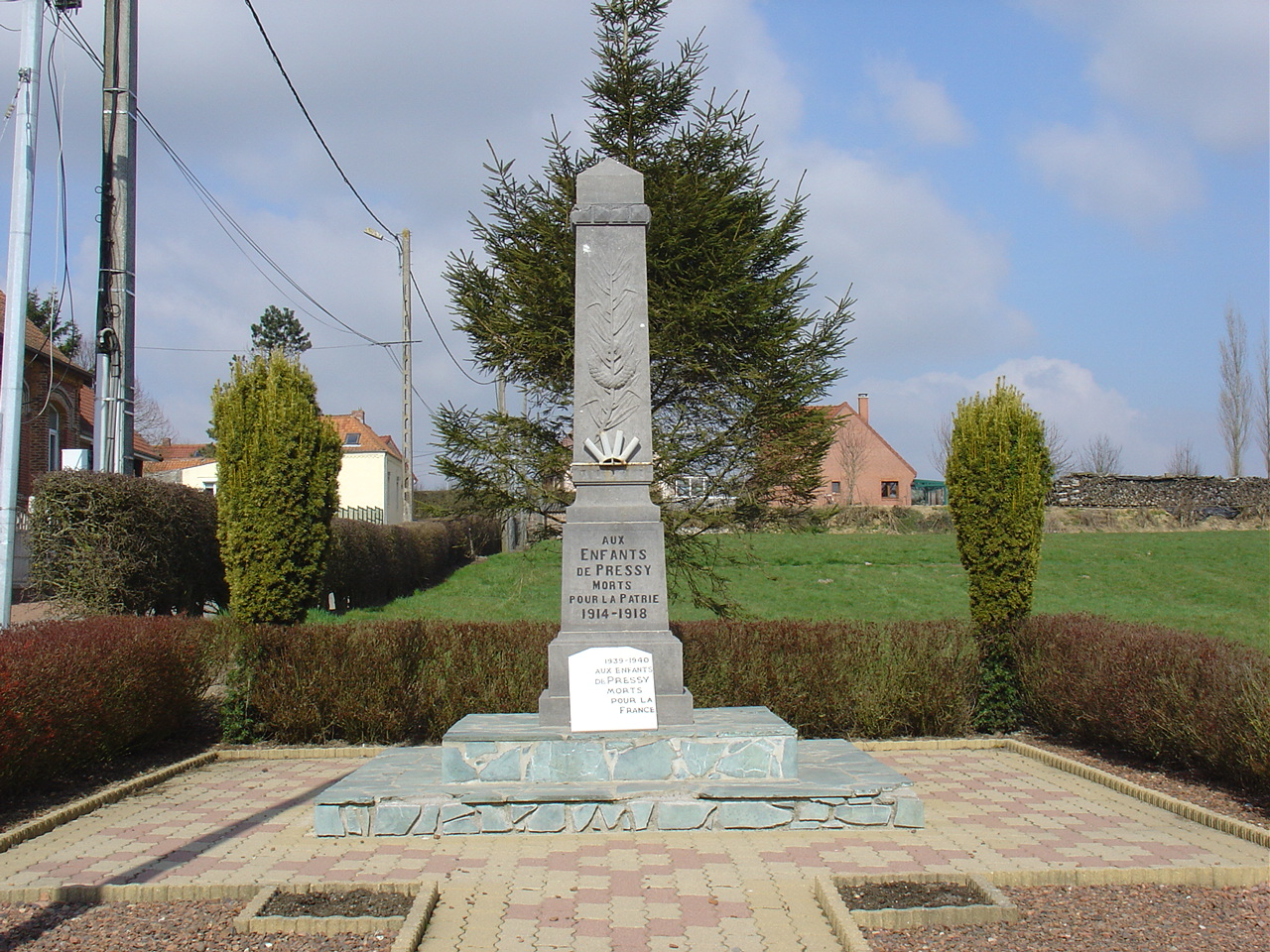
Kriegerdenkmal
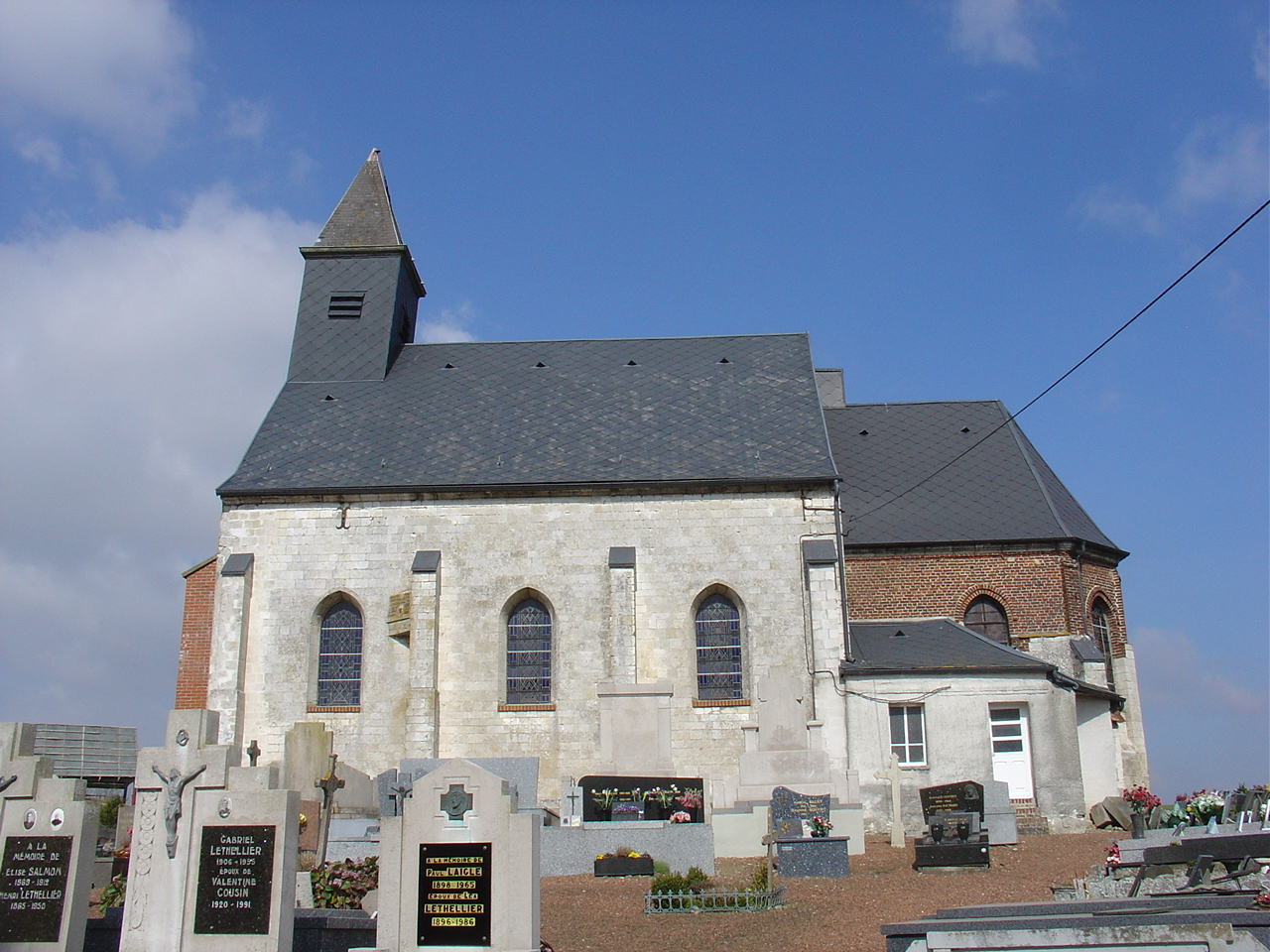
Kirche Saint-Martin